# В синем
«В синем» (нем. Im Blau) — абстрактная картина русского художника Василия Кандинского, написанная в 1925 году и хранящаяся в Художественном собрании земли Северный Рейн — Вестфалия в Дюссельдорфе, Германия.

## История
Кандинский написал эту картину, когда учился в школе Баухаус (с 1922 по 1933 год). Это был крайне плодотворный период для живописца, который дистанцировался от влиятельных течений России того времени (конструктивизма и супрематизма), отдав на первый план формы: круг и полукруг, углы, прямые линии и кривые.

## Описание
Полотно состоит из абстрактной композиции линий и геометрических фигур, в которой преобладает синий цвет, который и дал работе название.

## Анализ
Картина Василия Кандинского «В синем» отражает его теорию о том, что цвета и формы могут передавать звук и эмоции. Кандинский считал, что цвета подобны музыкальным нотам и могут вызывать различные чувства при совместном рассмотрении. Он использовал разнообразные оттенки и формы для передачи звуков как цветов.
Василий Кандинский был теоретиком искусства и написал несколько книг. Его ранние работы, такие как «Голубая гора» и «Пейзаж с башней», отражают переход от импрессионизма к современному абстрактному искусству. Он подчёркивал единство визуального и звукового миров.
«В синем» — яркий пример увлечения Кандинского цветовой символикой. Каждая форма и штрих кажутся созданными для целого, а скрытые образы побуждают зрителей интерпретировать их значения.